# Élections législatives de 1848 dans la Somme
Les élections législatives françaises de 1848 se déroulent les 23 et 24 avril 1848. Dans le département de la Somme, quatorze représentants sont à élire dans le cadre d'un scrutin de liste majoritaire pour siéger à l'Assemblée nationale constituante.

## Contexte
Au lendemain de la Révolution de 1848, une grande partie de la classe politique du département se rallie à la République notamment les députés de l'opposition libérale ou légitimiste. On les appelle alors les « Républicains du lendemain » tandis que les députés de l'ancienne majorité conservatrice se retirent de la vie politique. Les « Républicains de la veille » jusque-là exclus du débat politique, voient ainsi l'émergence de nouvelles personnalités comme Jules Barni.

### Députés sortants
| Arrondissement électoral            | Nom                             |  | Parti       | Groupe                     |
| ----------------------------------- | ------------------------------- |  | ----------- | -------------------------- |
| 1er arrondissement (Amiens-ville)   | Nicolas Créton                  |  | Mouvement   | Opposition dynastique      |
| 2e arrondissement (Amiens-rural)    | Louis Gaulthier de Rumilly      |  | Mouvement   | Opposition dynastique      |
| 3e arrondissement (Abbeville-ville) | Joseph Maximilien Vayson        |  | Résistance  | Conservateurs ministériels |
| 4e arrondissement (Abbeville-rural) | Michel Joseph Dutens            |  | Résistance  | Conservateurs ministériels |
| 5e arrondissement (Doullens)        | Louis-Alexandre Blin de Bourdon |  | Légitimiste | Opposition légitimiste     |
| 6e arrondissement (Montdidier)      | Édouard Cadeau d'Acy            |  | Résistance  | Conservateurs ministériels |
| 7e arrondissement (Péronne)         | Félix Bellator de Beaumont      |  | Mouvement   | Opposition dynastique      |

## Candidats
Rapidement des comités et clubs républicains se forment selon les sensibilités, principalement sur Amiens, comme le Comité central républicain autour de Constant Thuillier (proche d'André Dumont) qui rassemble les Républicains modérés de toute origine, comme les libéraux Félix Bellator de Beaumont ou Jacques Boucher de Perthes et des républicains convaincus tel Édouard Degouve de Nuncques ou Pierre-Dominique Bazaine (proche de Charles Fourier). Soutenus par le Journal de la Somme, ils forment une liste très hétéroclite de « conciliation républicaine » (on y trouve un légitimiste), composée de 16 candidats pour 14 sièges afin de « ne pas imposer le choix aux électeurs ».
On peut aussi trouver le Club républicain d'Amable Dubois qui se dit proche des questions ouvrières ou le Club démocratique de tradition libérale, qui est affilié aux Amis de la Constitution de 1791. Bien plus modéré, le Club Saint-Denis dirigé par Denis Morel-Cornet regroupe les Orléanistes ou Légitimistes ralliés à la République, plus par opportunisme que par conviction. La double candidature étant autorisée, leur liste soutenue par le Courrier de la Somme comprend aussi les candidats libéraux de la liste du Comité central républicain aux côtés de notables de l'ancienne opposition dynastique.
Les Républicains les plus avancés (appelés démocrates-socialistes), ne sont pas encore très structurés dans le département. Ils présentent toutefois une liste soutenue par Eugène Nyon, commissaire du gouvernement et proche de Ledru-Rollin. Elle est très critique envers les deux listes précédentes et se nomme « Liste des candidats sympathisant complètement avec le gouvernement provisoire ».
| Liste des candidats sympathisant avec le gouvernement provisoire | Liste des candidats sympathisant avec le gouvernement provisoire | Liste des candidats sympathisant avec le gouvernement provisoire | Liste du Comité central républicain présentée par le Journal de la Somme | Liste du Comité central républicain présentée par le Journal de la Somme | Liste du Comité central républicain présentée par le Journal de la Somme | Liste du Comité directeur du Club Saint-Denis présentée par le Courrier de la Somme | Liste du Comité directeur du Club Saint-Denis présentée par le Courrier de la Somme | Liste du Comité directeur du Club Saint-Denis présentée par le Courrier de la Somme |
| Nom                                                              | Parti                                                            | Parti                                                            | Nom                                                                      |                                                                          | Parti                                                                    | Nom                                                                                 |                                                                                     | Parti                                                                               |
| Pierre-Jean de Béranger                                          |                                                                  | Démoc-soc                                                        | Félix Bellator de Beaumont                                               |                                                                          | Libéral                                                                  | Félix Bellator de Beaumont                                                          |                                                                                     | Libéral                                                                             |
| Émile Coutant                                                    |                                                                  | Démoc-soc                                                        | Nicolas Créton                                                           |                                                                          | Libéral                                                                  | Nicolas Créton                                                                      |                                                                                     | Libéral                                                                             |
| Henri Dourille                                                   |                                                                  | Démoc-soc                                                        | Constant Thuillier                                                       |                                                                          | Républicain                                                              | François de Fourment                                                                |                                                                                     | Orléaniste                                                                          |
| Henri Gavelle                                                    |                                                                  | Républicain                                                      | Jacques Boucher de Perthes                                               |                                                                          | Libéral                                                                  | Paul Joseph Delattre                                                                |                                                                                     | Orléaniste                                                                          |
| Godquin-Leroux                                                   |                                                                  | Démoc-soc                                                        | Édouard Degouve de Nuncques                                              |                                                                          | Républicain                                                              | Jean Labordère                                                                      |                                                                                     | Orléaniste                                                                          |
| Pierre Guerlain                                                  |                                                                  | Républicain                                                      | Louis Gaulthier de Rumilly                                               |                                                                          | Libéral                                                                  | Louis Gaulthier de Rumilly                                                          |                                                                                     | Libéral                                                                             |
| Frédéric Sauvage                                                 |                                                                  | Républicain                                                      | Frédéric Sauvage                                                         |                                                                          | Républicain                                                              | Jean-Baptiste Randoing                                                              |                                                                                     | Orléaniste                                                                          |
| Félicité de La Mennais                                           |                                                                  | Démoc-soc                                                        | Prosper Tillette de Clermont-Tonnerre                                    |                                                                          | Libéral                                                                  | Prosper Tillette de Clermont-Tonnerre                                               |                                                                                     | Libéral                                                                             |
| Charles Leclanché                                                |                                                                  | Démoc-soc                                                        | Alfred Pourchel                                                          |                                                                          | Républicain                                                              | Amable Dubois                                                                       |                                                                                     | Libéral                                                                             |
| Pierre-Dominique Bazaine                                         |                                                                  | Républicain                                                      | Pierre-Dominique Bazaine                                                 |                                                                          | Républicain                                                              | Denis Morel-Cornet                                                                  |                                                                                     | Orléaniste                                                                          |
| Henri Manessier                                                  |                                                                  | Démoc-soc                                                        | Émile Magniez                                                            |                                                                          | Libéral                                                                  | Émile Magniez                                                                       |                                                                                     | Libéral                                                                             |
| Mathieu Delorme                                                  |                                                                  | Démoc-soc                                                        | Jules Barni                                                              |                                                                          | Républicain                                                              | Constant Allart                                                                     |                                                                                     | Orléaniste                                                                          |
| Mille                                                            |                                                                  | Démoc-soc                                                        | Louis-Alexandre Blin de Bourdon                                          |                                                                          | Légitimiste                                                              | Louis-Alexandre Blin de Bourdon                                                     |                                                                                     | Légitimiste                                                                         |
| Eugène Nyon                                                      |                                                                  | Démoc-soc                                                        | Louis Porion                                                             |                                                                          | Libéral                                                                  | Louis Porion                                                                        |                                                                                     | Libéral                                                                             |
|                                                                  |                                                                  |                                                                  | M. Lebœuffle-Fleury                                                      |                                                                          | Républicain                                                              |                                                                                     |                                                                                     |                                                                                     |
| Charles Michel Galisset                                          |                                                                  | Républicain                                                      |                                                                          |                                                                          |                                                                          |                                                                                     |                                                                                     |                                                                                     |

## Résultats
|             | Félix Bellator de Beaumont *          | Libéral     | 138 463 | 96,77  |  |  |
|             | Nicolas Créton *                      | Libéral     | 137 995 | 96,45  |  |  |
|             | Louis Gaulthier de Rumilly *          | Libéral     | 137 285 | 95,95  |  |  |
|             | Louis Porion                          | Libéral     | 136 677 | 95,52  |  |  |
|             | Prosper Tillette de Clermont-Tonnerre | Libéral     | 133 448 | 93,27  |  |  |
|             | Émile Magniez                         | Libéral     | 130 431 | 91,16  |  |  |
|             | Louis-Alexandre Blin de Bourdon *     | Légitimiste | 128 373 | 89,72  |  |  |
|             | Paul Joseph Delattre                  | Orléaniste  | 113 094 | 79,04  |  |  |
|             | Constant Allart                       | Orléaniste  | 112 536 | 78,65  |  |  |
|             | Jean-Baptiste Randoing                | Orléaniste  | 110 059 | 76,92  |  |  |
|             | Denis Morel-Cornet                    | Orléaniste  | 105 835 | 73,97  |  |  |
|             | François Luglien Louis de Fourment    | Orléaniste  | 105 269 | 73,57  |  |  |
|             | Jean Labordère                        | Orléaniste  | 85 326  | 59,63  |  |  |
|             | Amable Dubois                         | Libéral     | 84 919  | 59,35  |  |  |
|             | Charles Michel Galisset               | Républicain | 47 323  | 33,07  |  |  |
|             | Jacques Boucher de Perthes            | Libéral     | 32 640  | 22,81  |  |  |
|             | Constant Thuillier                    | Républicain | 32 456  | 22,68  |  |  |
|             | Frédéric Sauvage                      | Républicain | 30 083  | 21,03  |  |  |
|             | Édouard Degouve de Nuncques           | Républicain | 20 179  | 14,10  |  |  |
|             | Camille Léon de Chassepot de Beaumont | Légitimiste | 15 360  | 10,74  |  |  |
|             | Pierre-Dominique Bazaine              | Républicain | 13 219  | 9,24   |  |  |
|             | Jules Barni                           | Républicain | 13 070  | 9,13   |  |  |
|             | Alfred Pourchel                       | Républicain | 11 458  | 8,01   |  |  |
|             | M. Lebœuffle-Fleury                   | Républicain |         |        |  |  |
|             | Henri Gavelle                         | Républicain |         |        |  |  |
|             | Pierre Guerlain                       | Républicain |         |        |  |  |
|             | Pierre-Jean de Béranger               | Démoc-soc   |         |        |  |  |
|             | Émile Coutant                         | Démoc-soc   |         |        |  |  |
|             | Henri Dourille                        | Démoc-soc   |         |        |  |  |
|             | Godquin-Leroux                        | Démoc-soc   |         |        |  |  |
|             | Félicité de La Mennais                | Démoc-soc   |         |        |  |  |
|             | Charles Leclanché                     | Démoc-soc   |         |        |  |  |
|             | Henri Manessier                       | Démoc-soc   |         |        |  |  |
|             | Mathieu Delorme                       | Démoc-soc   |         |        |  |  |
|             | M. Mille                              | Démoc-soc   |         |        |  |  |
|             | Eugène Nyon                           | Démoc-soc   |         |        |  |  |
|             |                                       |             |         |        |  |  |
| Inscrits    | Inscrits                              | Inscrits    | 171 264 | 100,00 |  |  |
| Abstentions | Abstentions                           | Abstentions | 28 183  | 16,46  |  |  |
| Votants     | Votants                               | Votants     | 143 081 | 83,54  |  |  |

### Élus
| N° | Nom                                   |  | Parti       | Groupe         |
| -- | ------------------------------------- |  | ----------- | -------------- |
| 1  | Félix Bellator de Beaumont            |  | Libéral     | Droite         |
| 2  | Nicolas Créton                        |  | Libéral     | Droite         |
| 3  | Louis Gaulthier de Rumilly            |  | Libéral     | Droite         |
| 4  | Louis Porion                          |  | Libéral     | Droite         |
| 5  | Prosper Tillette de Clermont-Tonnerre |  | Libéral     | Droite         |
| 6  | Émile Magniez                         |  | Libéral     | Droite         |
| 7  | Louis-Alexandre Blin de Bourdon       |  | Légitimiste | Droite         |
| 8  | Paul Joseph Delattre                  |  | Orléaniste  | Droite         |
| 9  | Constant Allart                       |  | Orléaniste  | Droite         |
| 10 | Jean-Baptiste Randoing                |  | Orléaniste  | Droite         |
| 11 | Denis Morel-Cornet                    |  | Orléaniste  | Droite         |
| 12 | François Luglien Louis de Fourment    |  | Orléaniste  | Droite         |
| 13 | Jean Labordère                        |  | Orléaniste  | Droite         |
| 14 | Amable Dubois                         |  | Libéral     | Gauche modérée |